# 台湾標準時

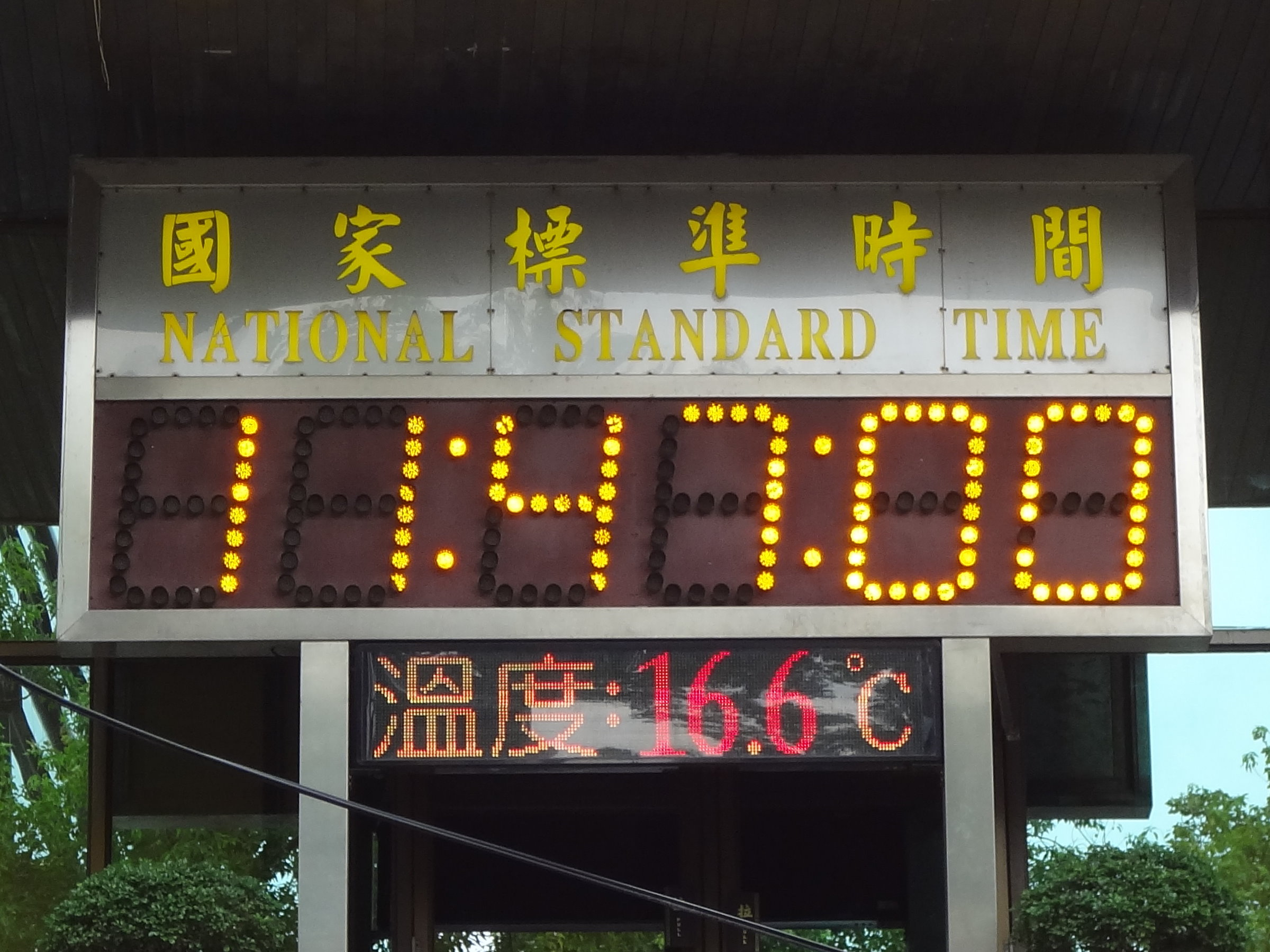
台湾標準時を表示する時計

台湾標準時（たいわんひょうじゅんじ、TST）は、中華民国（台湾）における標準時である。国家標準時間（繁: 國家標準時間、英語: National Standard Time）、台北時間などともいう。協定世界時との時差は+8時間 (UTC+8) で、中華人民共和国、マレーシア、シンガポール、オーストラリア・西オーストラリア州で用いられている時間と同じである。

## 歴史
台湾は1895年から日本統治下に入ったが、1896年1月から1937年9月までは、沖縄県先島諸島と同じ西部標準時 (UTC+8) が使用された。1937年9月に西部標準時は廃止され、日本本土と同じUTC+9の中央標準時を使用することとなった。
1945年8月の日本の第二次世界大戦敗戦後の9月18日、「同年9月21日午前1時を午前0時とする」とする台湾総督府告示が出され、1937年以前の西部標準時 (UTC+8) が復活した形となった。同年10月25日の降伏文書調印により中華民国政府に政権が移管され、対岸の福建省などと同じ中原標準時間 (UTC+8) を使用することになった。国共内戦により、1949年12月に中国国民党政府は台湾に撤退し、中国の中国共産党政府（中華人民共和国）とは別の政体となったが、「中原標準時間」という名称は引き続き使われた。後に台湾標準時、台北時間などとも呼ばれるようになった。「国家標準時間」という名称も、正式に定められたものではないが、正式名称のように扱われている。

## IANA time zone database
IANA time zone databaseのzone.tabには、台湾の標準時が1つ含まれている。
| 国コード | 座標        | TZ          | 注釈 | 協定世界時との差 | 夏時間 | 備考 |
| -------- | ----------- | ----------- | ---- | ---------------- | ------ | ---- |
| TW       | +2503+12130 | Asia/Taipei |      | +08:00           | +08:00 |      |